# Lac Émilie
Le Lac Émilie est un lac situé dans la municipalité de Saint-Robert-Bellarmin, en Estrie. Le lac est la source de la Rivière du Loup (Chaudière) qui rejoint la Rivière Chaudière à Saint-Georges (Québec). 